# Altlampen-Recycling
Unter Altlampen-Recycling versteht man die Wiederverwertung von Kompaktleuchtstofflampen („Energiesparlampen“) und LED-Lampen. Der BUND bezeichnet diese als aufwändig.

## Entsorgungsvorschrift
Seit dem 24. März 2006 gilt in Deutschland das Elektro- und Elektronikgerätegesetz (ElektroG). Es schreibt ausdrücklich vor, dass Gasentladungslampen nicht mehr über den Restmüll entsorgt werden dürfen, da sie neben Quecksilber auch elektronische Bauteile enthalten.
Aus diesem Grund müssen ausrangierte Kompaktleuchtstofflampen und Leuchtstoffröhren getrennt von anderem Müll gesammelt und fachgerecht entsorgt werden. Obwohl LED-Lampen kein Quecksilber enthalten, wohl aber elektronische Bauteile, müssen auch sie gesondert entsorgt werden.

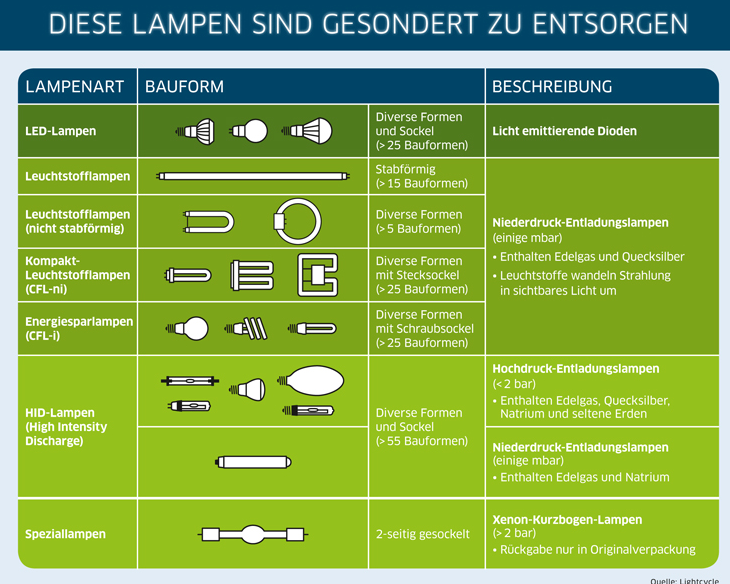
Gesondert zu entsorgende Lampen

Die Sammlung wird in Deutschland von dem Retourlogistikunternehmen Lightcycle organisiert und erfolgt unter anderem in mehr als 2.500 kommunalen Sammelstellen (Wertstoffhöfen, Schadstoffmobile etc.) und 5.500 Sammelstellen im Handel und Handwerk (Drogeriemärkte, Baumärkte, Elektrohandwerker etc.). Für gewerbliche Mengen stehen mehr als 400 Großmengensammelstellen zur Verfügung. Mengen ab einer Tonne (etwa 5.000 Altlampen) werden von dem Logistikunternehmen abgeholt.
Die Suche nach der nächstgelegenen Sammelstelle, Anmeldung für den Abholservice sowie Registrierung als Sammelstelle erfolgt über die Website des Logistikers.
Eva Leonhardt vom Verein Deutsche Umwelthilfe sagte 2007 zum Altlampenrecycling, dass trotz der Vorschrift aus den Haushalten bisher nur beunruhigende zehn Prozent der Lampen zurück zu den eigens eingerichteten Sammelstellen kämen und „hier… dringender Aufklärungs- und Handlungsbedarf (bestehe), insbesondere, da durch die gegenwärtige EU-Verordnung mit einem Boom hin zu Energiesparlampen zu rechnen ist.“
Eine Wiederverwertung von Quecksilber ist in Deutschland gesetzlich nicht vorgeschrieben. Allerdings werden angesichts der allgemeinen Ressourcenverknappung verstärkt Anstrengungen unternommen, die Wiederverwertungsquote auszubauen. Mittlerweile können 90 Prozent der Bestandteile einer LED- oder Energiesparlampe der industriellen Produktion (z. B. zur Herstellung neuer Leuchtmittel) wieder zugeführt werden.

## Recyclingverfahren

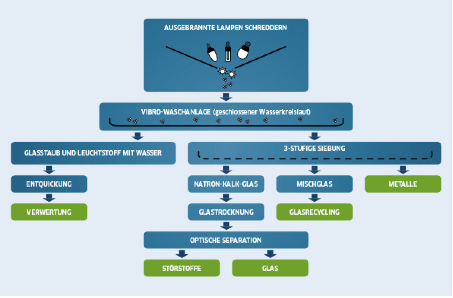
Übersicht Recyclingprozess

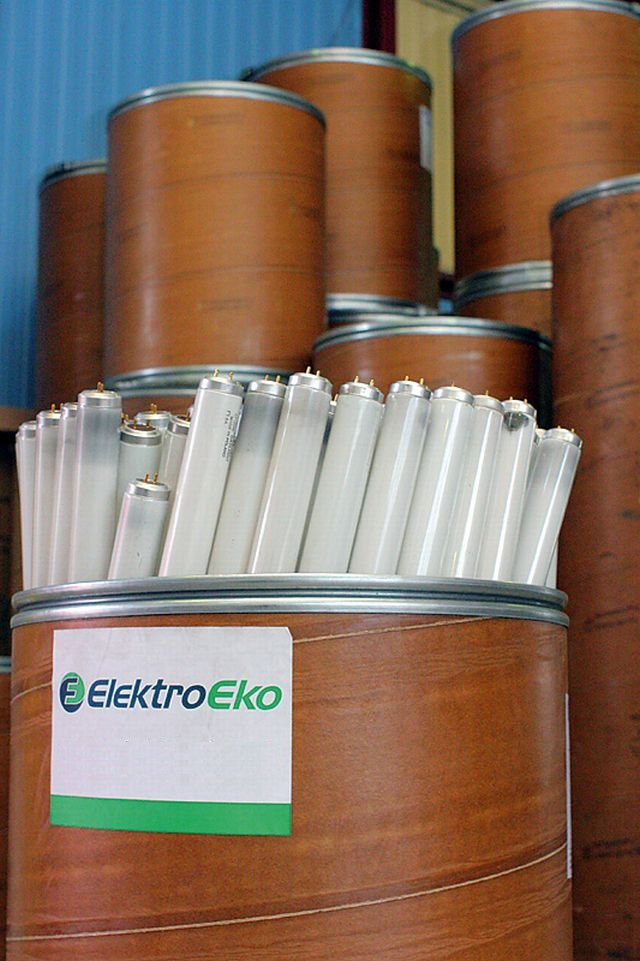
Alte Leuchtstoffröhren bei der Entsorgung

Für das Lampenrecycling gibt es verschiedene Verfahren. Grundsätzlich werden aber alle Lampen in ihre Einzelbestandteile zerlegt, damit diese im Anschluss fachgerecht aufbereitet und entweder in industrielle Anwendungen zurückgeführt oder entsorgt werden können. Das sortenreine Glas der Leuchtstofflampen geht direkt zurück in die Lampenproduktion, während Mischglas aus Energiesparlampen in anderen industriellen Anwendungen Verwendung findet. Das Metall der Sockel wird recycelt und ebenfalls in der Industrie wiederverwendet. 

### Kapp-Trenn-Verfahren
Das „Kapp-Trenn-Verfahren“ wird überwiegend für Leuchtstoffröhren eingesetzt – Sonderformen wie Energiesparlampen müssen händisch vorsortiert werden. Ein Sensorsystem erkennt die unterschiedlichen Leuchtstoffarten – die Voraussetzung, um die Leuchtstoffe separat zu erfassen und später bei der Lampenherstellung wiederverwerten zu können. Zunächst werden die Enden der Lampen abgetrennt und die enthaltenen Metall- und Bleiglas-Bestandteile zurückgewonnen. Der quecksilberhaltige Leuchtstoff wird in Ausblasstationen aus der verbleibenden Glasröhre ausgeblasen und gesammelt. Die gereinigte Röhre wird zerkleinert und die so entstehenden Glasscherben mit Hilfe eines Metallabscheiders von Metallresten getrennt. Bei besonders sorgfältiger Aufarbeitung wird das Glas noch weiter gereinigt, sodass praktisch keine Quecksilberreste mehr enthalten sind. Dann wird es wieder bei der Herstellung neuer Leuchtstoffröhren eingesetzt. Die bleihaltigen Glasanteile gehen in eine Bleihütte. Die Metallteile finden in der Metallverwertung Verwendung. Die Leuchtschicht, die auch das Quecksilber enthält, wird als Sonderabfall entsorgt.

### Glasbruchwaschanlage
In der „Glasbruchwaschanlage“ können alle Lampentypen verarbeitet werden. In einem ersten Schritt findet eine manuelle Sortierung statt, wobei Störstoffe entfernt werden. Sonderformen wie Energiesparlampen etc. können dabei zunächst aussortiert und dann gesondert in derselben Anlage verarbeitet werden. In einem „Brecher“ werden die Lampen auf eine durchschnittliche Korngröße von ca. 25 mm zerkleinert. Nach diesem Vorgang können die Bestandteile Kolbenglas und metallene Kappen an den Röhrenenden einfacher voneinander getrennt werden. In einer magnetischen Trommel werden die Endkappen zu 80 % von den anderen Materialien abgetrennt. Die restlichen 20 %, die sich aus nicht magnetischen Nicht-Eisen-Metallen zusammensetzen, werden anschließend mit Hilfe eines Altmetallabscheiders ausgetragen. Das Glas kommt in ein „Vibrobecken“: Hier werden durch Vibrationen die Glasscherben von den Leuchtstoff-Bestandteilen abgetrennt. Schließlich wird das Glas mit Wasser klargespült. In einem Sedimentationsbecken setzen sich über 90 % des enthaltenen Leuchtstoffpulvers und Feinglases ab. Im Leuchtstoffpulver befindet sich in kondensierter Form auch der Großteil des in den Lampen eingesetzten Quecksilbers. Um das Quecksilber zurückzugewinnen, muss das aufbereitete Leuchtstoffpulver gemeinsam mit anderen quecksilberhaltigen Reststoffen einer „Drehrohrdestillation“ unterzogen werden. Wasser, Quecksilber und Kohlenwasserstoffe werden dabei vollständig verdampft und anschließend getrennt kondensiert. Bei diesem Verfahren liegt das Quecksilber am Ende mit einem Reinheitsgrad von 99,99 % vor. Das gereinigte Glas aus dem Vibrobecken wird weiter behandelt. Über ein schwingendes Sieb können durch verschiedene Siebeinsätze so genanntes „Natron-Kalkglas“ und die enthaltenen Verunreinigungen voneinander getrennt werden.

### Shredderverfahren
Auch dieses Verfahren lässt die Verwertung aller Lampentypen, Lampenbruchs und Produktionsabfällen zu. In drei Schritten werden diese im Shredderverfahren recycelt. Zunächst werden die ausgedienten Lampen zerkleinert. Danach werden die Bruchstücke nach Korngrößen aufgeteilt. Es entstehen drei Fraktionen: Die Grobfraktion, die mittlere Fraktion und die Feinfraktion. In der Grobfraktion befinden sich die Lampenenden oder Lampensockel, die mittlere Fraktion umfasst Glas und Kunststoff mit einer Korngröße von etwa 5 mm und die Feinfraktion umfasst Leuchtstoffpulver und Glasstaub. Metallene Teile werden weiterverwertet, um in der Industrie wieder eingesetzt werden zu können. Die Mischglasscherben werden für Glasprodukte mit geringen Reinheitsansprüchen oder als Zuschlagsstoff zum Beispiel zum Verglasen oder Verschäumen verwendet.

### Zentrifugal-Separationsverfahren
Dieses Verfahren kann zum Recycling aller nicht-stabförmigen Lampen eingesetzt werden. Die Lampen werden hierbei in einer Zentrifuge in zwei Fraktionen getrennt: Glas und Metall/Kunststoff (also Glas und Lampenfassungen). Während die zwei Bestandteile voneinander getrennt werden, wird das Leuchtmittel abgesaugt und über Filteranlagen abgesondert. Die Glasteile werden anschließend einer thermischen Behandlung unterzogen, um sie danach wieder dem Produktionskreislauf zuzufügen. Die übrig bleibenden Fassungen, Metall- und Elektronikteile werden in einem Schredder zermahlen. Um die Metalle aus den Kleinteilen herauszufiltern, wird ein Magnet eingesetzt. Das Metall geht dann in die Metallverwertung und kann für technische Anwendungen in der Lampenherstellung oder anderen industriellen Zweigen eingesetzt werden.

#### Verwertung und Entsorgung

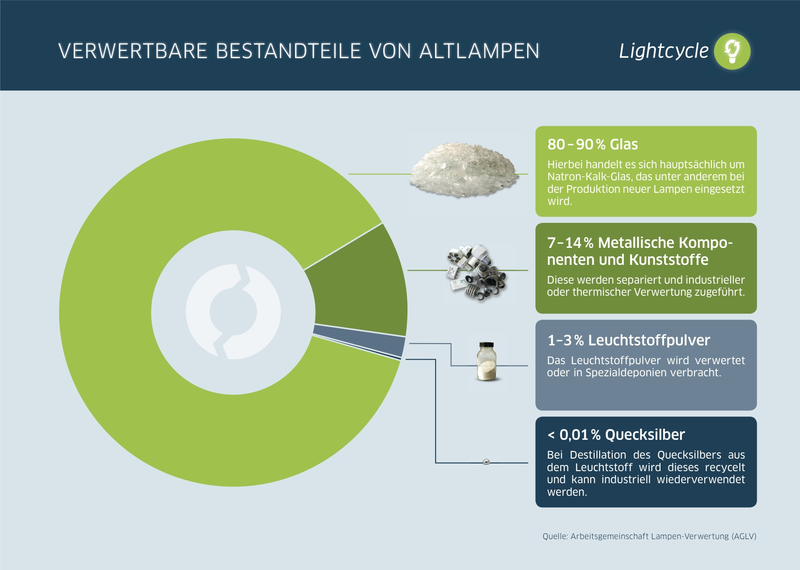
Verwertungsgrafik

Beim Recycling von Altlampen werden die folgenden Outputfraktionen separiert:
- 80–90 % Glas. Hierbei handelt es sich hauptsächlich um Natron-Kalkglas, das bei der Produktion neuer Lampen eingesetzt wird.
- 7–14 % metallische Komponenten und Kunststoffe. Diese werden separiert und industrieller Verwertung oder der Müllverbrennung zugeführt.
- 1–3 % Das quecksilberhaltige Leuchtstoffpulver wird in Deutschland mangels wirtschaftlicher Verfahren zumindest zum Teil als Sondermüll endgelagert. Bei den gängigen Verfahren geht zudem der gasförmige Teil in die Atmosphäre.[11]